# Lekvattnets församling
Lekvattnets församling är en församling i Norra Värmlands kontrakt i Karlstads stift. Församlingen ligger i Torsby kommun i Värmlands län och ingår i Fryksände pastorat.

## Administrativ historik
Församlingen bildades 1851 genom en utbrytning ur Fryksände och Östmarks församlingar. 
Församlingen var till 1 maj 1912 annexförsamling i pastoratet Fryksände, Lysvik, Vitsand och Lekvattnet och som till 1 maj 1878 även omfattade Östmarks församling. Från 1 maj 1912 till 1 maj 1929 annexförsamling i pastoratet Fryksände, Lekvattnet och Vitsand för att därefter till 2002 vara annexförsamling i pastoratet Fryksände och Lekvattnet. Från 2002 annexförsamling i pastoratet Fryksände, Lekvattnet, Vitsand och Östmark.

## Kyrkor
- Lekvattnets kyrka